# Maria Guleghina
Maria Guleghina (en russe : Мария Агасовна Гулегина) est une soprano née le 9 août 1959 à Odessa, en Union soviétique.